# Ángela de Acevedo
Ángela de Acevedo (Paredes da Beira, c. 1665-Soutelo do Douro, después de 1707), también conocida como Ângela de Azevedo, fue una dramaturga de origen portugués que escribió en castellano.

## Trayectoria
Hay dos versiones de las circunstancias de su vida. 

#### Primera versión
El primero, basado en la obra del siglo XVIII del escritor portugués Damião de Froes Perym, sostiene que nació Lisboa en 1600. y que sus padres fueron Juan de Acevedo Pereyra e Isabel de Oliveira. Aún según Froes Perym, habría sido presentada a Isabel de Borbón, la mujer del futuro Felipe IV, durante un viaje oficial de su padre Felipe III a Lisboa. Perym también sostiene que Acevedo se trasladó a Madrid y entró al servicio de Isabel de Borbón, que reinó desde 1621 hasta 1644, como una de sus damas. Finalmente, siempre según Perym, se habría casado en Madrid y tras enviudar, se habría retirado a un convento de religiosas benedictina.

#### Segunda versión (respaldada por las últimas investigaciones de historiadores)
Sin embargo, otro autor portugués del siglo XVIII, Diogo Barbosa Machado, en el segundo y también en el cuarto volumen de su Bilbiotheca Lusitana, presentó una versión muy diferente de la vida de Ângela de Azevedo, afirmando que era hija de Tomé de Azevedo, un líder militar en la Guerra de Restauración portuguesa (1640-1668) y su esposa Doña María de Almeida.
Investigaciones recientes han corroborado la versión de Barbosa Machado, mostrando a partir de documentos recuperados de archivos españoles y portugueses que Ângela de Azevedo nació en la segunda mitad del siglo XVII, probablemente alrededor del año 1665, en Paredes da Beira, Portugal, hija de Tomé de Azevedo (nacido en 1626), gobernador del Castillo Fortaleza de Almeida, y su esposa María de Almeida.
De posición económica desahogada, sus padres fueron señores de la Quinta de Paredes (también conocida como Quinta de Azevedo), es decir, de una casa señorial en Paredes da Beira, posesión familiar desde la Edad Media, que hasta principios del siglo XVI se conocía como Casa da Torres das Pedras, y donde vivió Ángela de Azevedo antes de casarse el 1 de noviembre de 1693 con Francisco de Ansiães de Figueiredo, natural del pueblo de Soutelo do Douro.
Tuvo cinco hermanos, destacándose entre ellos Fr. Silvestre da Conceição (nació en 1645), “que vestiu o hábito franciscano no convento do Mogadouro”, y Dña. Luisa de Azevedo de Almeida (nació en 1655), futura heredera de la casa familiar, quienes, al igual que su hermana Ángela, se dedicaron a las letras, escribiendo en latín, portugués y castellano.Este dominio de las lenguas, de hecho, continuaría en generaciones posteriores de su familia, concretamente en la persona del sobrino nieto de Ângela de Azevedo, el jesuita Manuel de Azevedo - insigne latinista y también autor de una biografía de San Antonio de Padua, en italiano - secretario del Papa Benedicto XIV.
Ángela de Azevedo residió de casada en Soutelo do Douro y murió después de 1707, probablemente también en Soutelo; de su matrimonio no tuvo hijos. 
Azevedo "nunca abandonó su Portugal amado, escribiendo para un hipotético público que iba a ver representaciones en castellano, costumbre muy arraigada en el siglo XVII en Portugal".
Aunque portuguesa, escribió sus obras de teatro en lengua castellana, como era habitual en la época, ya que el castellano era una lengua común en Portugal y muchas de las compañías de teatro recorrían toda la península representando también en Lisboa.   En todas ellas se manifiesta una fuerte conciencia portuguesa en la localización de las acciones, los temas y en comentarios elogiosos a las gentes y al país.

## Obra
Se conservan las siguientes comedias:

### Dicha y desdicha del juego y devoción de la virgen
Dos hermanos nobles pero pobres, muy devotos de la Virgen, sufren el acoso del demonio que quiere causar su perdición metiéndolos en problemas. Felisardo ama a Violante y es correspondido pero el padre de ella no admite su boda por la pobreza de él. Por su parte, Fadrique sobrevive a un naufragio tras prometer casarse con una mujer noble y pobre. Sin embargo, al serle propuesta Violante por su padre, se olvida de la promesa. Felisardo juega a las cartas a Violante y también a su hermana. Desesperado invoca al demonio aunque la Virgen le salvará. Fadrique, tras buscar a María, ve a la Virgen y se arrepentirá y se casará con ella. En la última escena todo se arregla.
Se escribió después de 1615. Tiene similitudes con El burlador de Sevilla de Tirso de Molina y Felisardo está inspirado en don Juan. Está ambientada en Oporto.
Pertenece a un género híbrido, siendo una comedia urbana “a lo divino” mezclada con una comedia de santos o milagro mariano. Es una comedia de aparato que requiere tramoya para los vuelos, descensos y subidas. Métricamente, predomina el romance (72%), seguido de las redondillas (10%) y otros metros más escasos, como las décimas (6%), sextetos-lira (5%), octavas reales (2%), una silva pareada (2%) y dos canciones. Los temas que trata son: las prácticas matrimoniales, los avatares de la vida como un combate entre el bien y el mal, personificados en la Virgen y el Demonio; la fe en la asistencia de la Virgen a sus devotos; la riqueza como la nueva nobleza, en contraste con el valor de la sangre aristocrática, la figura del nuevo rico indiano frente al viejo hidalgo arruinado; el juego como un vicio destructivo, la firmeza en sus afectos de las mujeres (contra el tópico) contrastada con la debilidad afectiva de los hombres; y la queja sobre la poca libertad de las mujeres sin llegar a desafiar la autoridad masculina.

### La Margarita del Tajo que dio nombre a Santarem
Es una comedia hagiográfica en honor a Santa Irene de Tancor, mártir portuguesa del siglo VII cuyo milenario se celebró en 1653, y que dio nombre a la ciudad de Santarém.  En ella se desarrolla la historia de una religiosa que luchó contra la pasión amorosa de dos hombres.
Con la coartada de narrar la vida de la santa, elabora una comedia desaforada sobre el amor y las pasiones sin freno que llevan al adulterio y al crimen. Además de aparato escénico (prodigios, apariciones de ángeles, escenas espectaculares), hay largas escenas con monólogos y diálogos donde se explican las motivaciones y argumentaciones de los personajes. El lenguaje es barroco, con influencia de Pedro Calderón de la Barca y gusto por los paralelismos y quiasmos, con algún pasaje preciosista, que a pesar de todo es, por lo demás, llano y claro. Predomina el romance octosílabo (65% de los versos), seguido de las décimas (13%), aunque la variedad métrica incluye romance heptasílabo, redondillas, sextetos-lira, ovillejos, coplas (seguidillas), una octava real, una silva y un soneto.

### El muerto disimulado
Lisarda se disfraza de hombre para vengar la muerte de su hermano Clarindo, pero este no está muerto y regresa vestido de dama para comprobar si su amada le es fiel y para vengarse de Álvaro, el amigo celoso que intentó matarlo.
Se escribió tras la independencia de Portugal en 1640.
Es una comedia de enredo de lenguaje barroco en el que abundan los paralelismos, juegos de palabras, hipérbatos, paréntesis, apartes y larguísimos párrafos, por lo que el resultado es intrincado y difícil. Es una comedia de capa y espada que no requiere tramoya. Predomina el romance octosílabo (72% de los versos), seguido de las redondillas (8%), aunque la variedad métrica incluye romance heptasílabo, décimas, quintillas, sextetos-lira, una silva, una octava real y un soneto. En esta comedia, Ángela de Acevedo habla del tema de la inaccesibilidad de la verdad a través de los sentidos, la imagen del espejo, la meta-teatralidad y el travestismo en dos direcciones, de mujer a hombre y, lo que es más raro, de hombre a mujer, con un resultado de gran ambigüedad que en ocasiones sugiere el tema de la homosexualidad.